# Tauberia flava
Tauberia flava är en ringmaskart som beskrevs av Strelzov 1973. Tauberia flava ingår i släktet Tauberia och familjen Paraonidae. Inga underarter finns listade i Catalogue of Life.